# Hesseng
Hesseng es una localidad de la provincia de Finnmark en la región de Nord-Norge, Noruega. A 1 de enero de 2017 tenía una población estimada de 1733 habitantes.
Se encuentra ubicada en la costa norte de la península escandinava, cerca de la costa del mar de Barents.  